# Траутониум

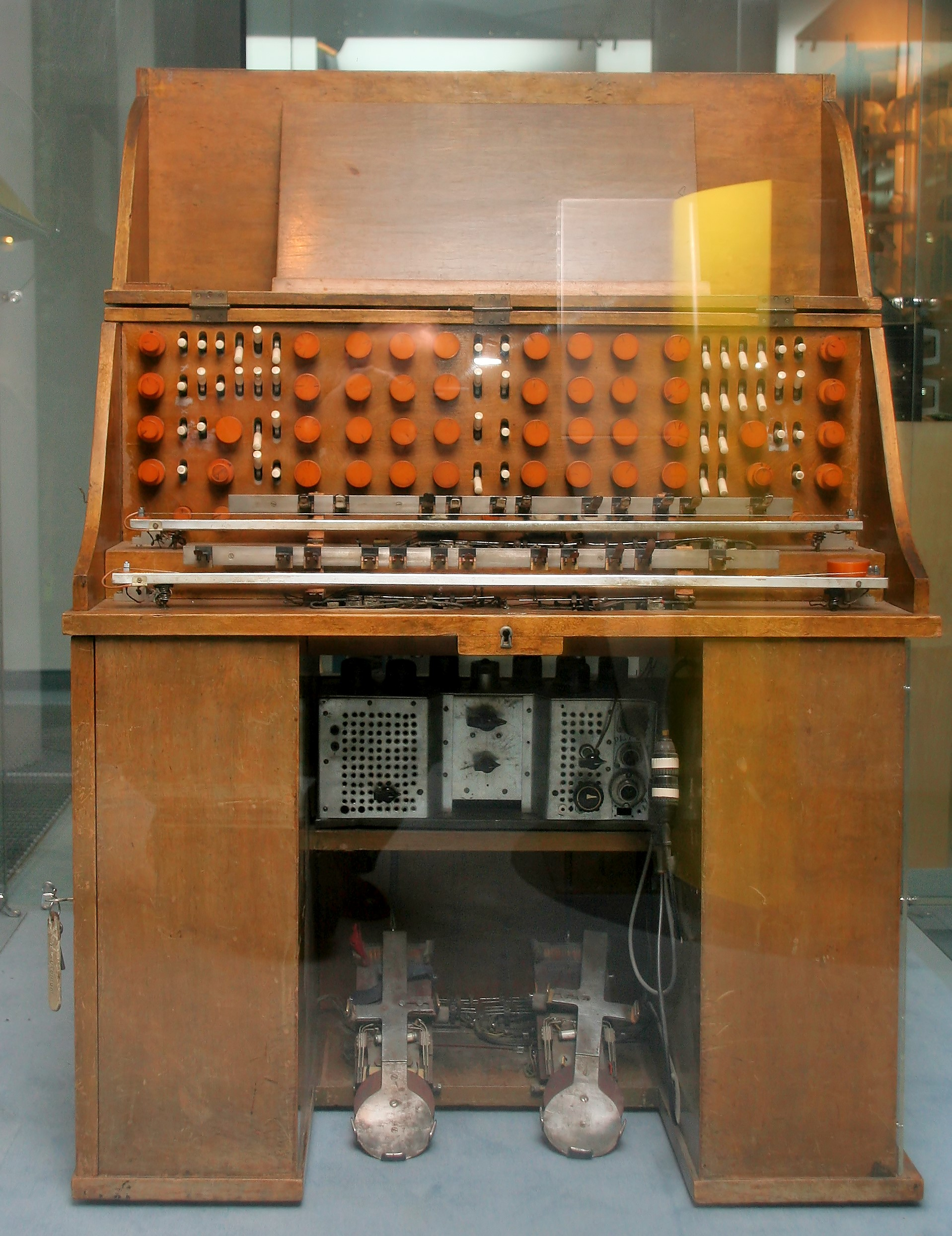
Микст-траутониум в Немецком музее в Бонне

Траутониум — электронный музыкальный инструмент, созданный немецким инженером Фридрихом Траутвейном в 1928 году. Как и в большинстве тогдашних электронных инструментов, в его основе были ламповые генераторы на колебательном контуре. 
Первая версия была выпущена фирмой Telefunken.
Подобно гелетриону, вместо клавиатуры траутониум был снабжён чувствительной полосой[прояснить] (или несколькими, в полифонической версии), выполнявшей функцию резистора переменного сопротивления. В более поздних моделях были добавлены полосы с металлическими застёжками, позволявшими отмечать определённые тона. Застёжки можно было использовать как клавиши[прояснить]. Траутониум имел диапазон в три октавы, который мог сдвигаться переключателями вниз или вверх.
Хотя во многом траутониум был подобен другим электронным инструментам того времени, он имел и определённые отличительные черты. В частности, траутониум имел большую свободу формирования звука — инструмент был оснащён дополнительными генераторами, с набором контролирующих переключателей и регуляторов; генераторы обогащали звучание дополнительными гармониками. 
Ряд фильтров в цепи дополнительно влиял на форму сигнала. Благодаря этому, звук траутониума был значительно богаче, чем звук подобных инструментов того времени. Инструмент можно считать предшественником современных синтезаторов.
Позже появились модифицированные версии траутониума, которые разработал немецкий композитор, физик и изобретатель, Оскар Сала:
- Микст-траутониум — опирался на полупроводниковые технологии с линейной характеристикой резистора, поэтому был линейным, а не экспоненциальным, как в других моделях;
- Радио-траутониум — версия без усилителя, предназначенная непосредственно для радиовещания;
- Концертный траутониум — с более мощным усилителем и комплектом динамиков.

Инструмент нашёл применение в музыкальной практике. Ряд композиций был написан специально для этого инструмента. Среди них «Концертино для траутониума с оркестром» Пауля Хиндемита (1930 г.) и «Концерт для тратониума с оркестром» Харальда Генцмера (1940 г.).